# Charles Takyi
Charles Takyi (ur. 23 listopada 1984 w Akrze) – ghański piłkarz występujący na pozycji pomocnika.

## Kariera
Takyi urodził się w Ghanie, ale jako dziecko emigrował z rodziną do Niemiec Zachodnich. Tam jako junior grał w klubach Tennis Borussia Berlin oraz FC Schalke 04, do którego trafił w 1999 roku. W 2003 roku został włączony do jego rezerw, grających w Regionallidze Nord. W 2004 roku odszedł do rezerw Hamburgera SV, również z Regionalligi Nord. W 2005 roku został włączony do jego pierwszej drużyny, występującej w Bundeslidze. Zadebiutował w niej 10 grudnia 2005 w wygranym 2:1 meczu z Herthą BSC. Było to jednak jedyne ligowe spotkanie Takyi’ego w pierwszej ekipie Hamburgera.
W 2006 roku został graczem zespołu FC St. Pauli, grającego w Regionallidze Nord. W 2007 roku awansował z nim 2. Bundesligi. W St. Pauli spędził jeszcze rok. W 2008 roku Takyi odszedł do innego drugoligowego klubu, SpVgg Greuther Fürth. Pierwszy ligowy mecz rozegrał tam 17 sierpnia 2008 przeciwko FC Ingolstadt 04 (2:3). W Greuther Fürth występował przez rok.
W 2009 roku Takyi ponownie został graczem FC St. Pauli, gdzie tym razem występował do 2012 roku. W 2010 roku awansował z nim do Bundesligi, jednak po jednym sezonie spadł z powrotem do 2. Bundesligi. Następnie grał w drużynach AC Horsens, Energie Cottbus, Dibba Al-Fudżajra Club, BFC Viktoria 1889 oraz KFC Uerdingen 05.